# همی کولینیوم-۳

همی کولینیوم-۳ (انگلیسی: Hemicholinium-۳)  که با نام همی کولین نیز شناخته می‌شود، نوعی داروست که بازجذب کولین را توسط ناقل کولین با میل ترکیبی بالا (ChT؛ کدگذاری شده در انسان توسط ژن SLC5A7) در پیش سیناپس مسدود می‌کند. بازجذب کولین مرحله محدودکننده سرعت در سنتز استیل‌کولین است. از این رو، همی‌کولینیوم-۳ سنتز استیل‌کولین را کاهش می‌دهد. بنابراین به عنوان یک آنتاگونیست غیرمستقیم استیل کولین طبقه‌بندی می‌شود.
استیل‌کولین از کولین و یک گروه استیل اهدایی از استیل-CoA با عمل کولین استیل ترانسفراز (ChAT) سنتز می شود. بنابراین، کاهش مقدار کولین در دسترس برای یک نورون، مقدار استیل کولین تولید شده را کاهش می‌دهد. نورون‌های متاثر از همی‌کولینیوم-۳ به جای تکیه بر جذب دوباره کولین از شکاف سیناپسی، باید به انتقال کولین از سوما (بدن سلولی) متکی باشند.

## سمیت
همی‌کولینیوم-۳ بسیار سمی است زیرا با انتقال عصبی کولینرژیک تداخل می کند.  LD50 همی کولینیوم-۳ برای موش‌ها حدود ۳۵ میکروگرم است.